# Liste d'accidents ferroviaires en Allemagne
Cette liste d'accidents ferroviaires en Allemagne, est une liste non exhaustive d'accidents ferroviaires survenus sur le réseau ferré allemand.

## XXesiècle

### 1971 - 1980
- 9 février 1971 : à Aitrang près de Kempten. Le TEE Bavaria aborde à 132 km/h une courbe en "S" limitée à 80 km/h. 28 morts et 42 blessés graves. On soupçonne un défaut du système de frein Oerlikon.

### 1991 - 2000
- 3 juin 1998 : accident ferroviaire d'Eschede, un ICE entre en collision avec un pont à la suite d'une rupture du bandage d'une roue. L'accident a fait 101 morts et une centaine de blessés.

## XXIesiècle

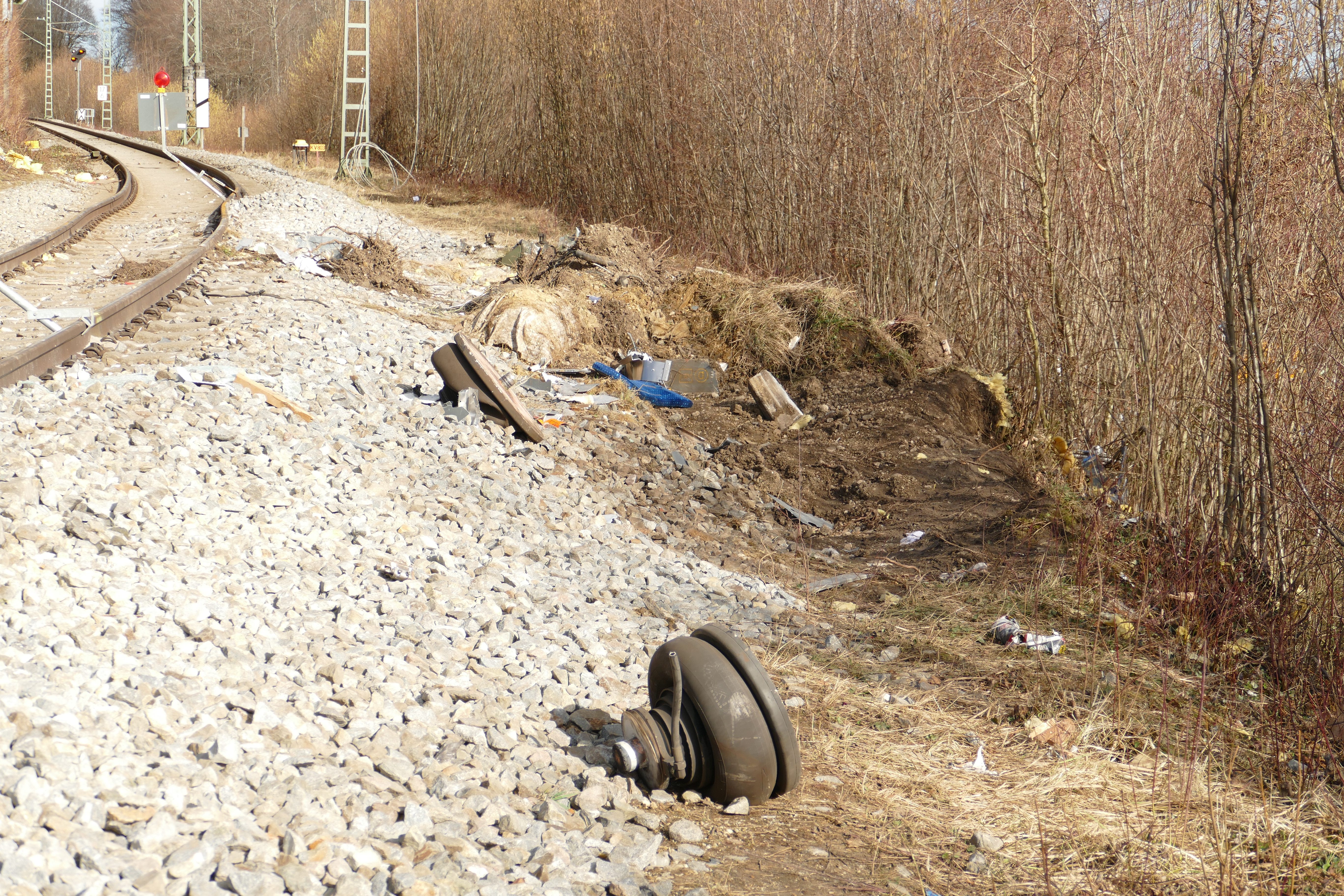
Le site de Eisenbahnunfall von Ebenhausen-Schäftlarn, 5 jours après l'accident. La terre un peu plus sombre montre l'impact d'un des wagons qui a déraillé. Quelques débris restent encore éparpillés. Février 2022.

### 2001 - 2010
- 17 avril 2010 : lors d'un croisement sur la Ligne Cologne - Francfort (ouverte aux Intercity-Express, un ICE M (de la même catégorie que ceux qui circulent sur la LGV Est Européenne) perd une porte qui va heurter un wagon-restaurant du train qu'elle croise : 6 blessés légers.

### 2011 - 2020
- 29 janvier 2011 : vers Hordorf, 10 personnes sont mortes et 35 blessées dans une collision frontale entre un train de voyageur et un train de marchandises[1].
- 9 février 2016 : accident ferroviaire de Bad Aibling qui fait 11 morts et une centaine de blessés dans une collision entre deux trains sur la ligne entre Rosenheim et Holzkirchen[2].